# Anjar, Ấn Độ
Anjar là một thành phố và khu đô thị của quận Kachchh thuộc bang Gujarat, Ấn Độ.

## Địa lý
Anjar có vị trí 23°08′B 70°01′Đ / 23,13°B 70,02°Đ Nó có độ cao trung bình là 81 mét (265 feet).